# Филиппово (Дедовичский район)
Филиппово (или Филиппково) — деревня в Дедовичском районе Псковской области России. Входит в состав Пожеревицкой волости Дедовичского района.
Расположена на северо-западе района, на северном берегу Филипповского (Филиппковского) озера, в 20 км к западу от райцентра Дедовичи и в 8 км к юго-западу от деревни Дубровка.

## Население
Численность населения села составляет 39 жителей (2000 год).

## История
До 2005 года деревня входила в состав Горушинской волости, упразднённой затем в пользу Дубровской волости. В 2005 — 2010 годах деревня входила в состав Дубровской волости, упразднённой 3 июня 2010 года в пользу Пожеревицкой волости.